# Android Asteroid

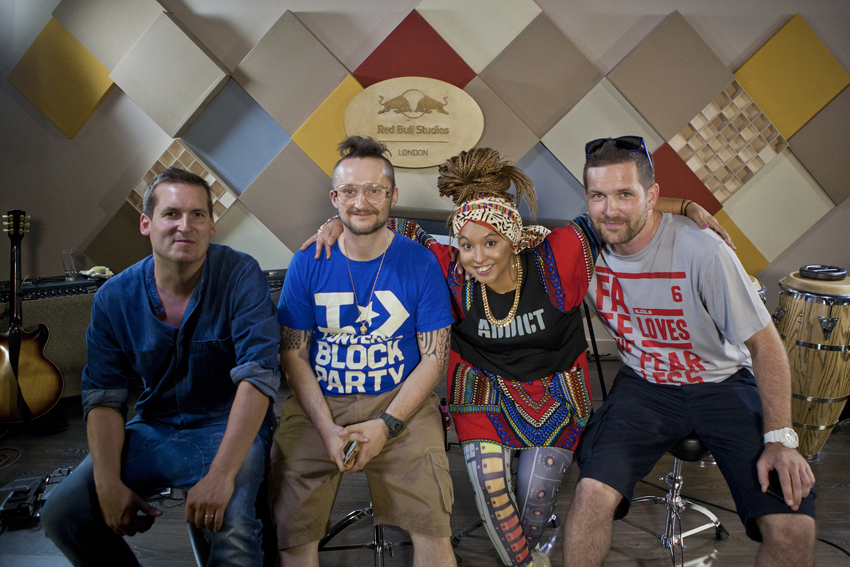
Android Asteroid během natáčení v Red Bull Studio London v roce 2013 (zleva Tomáš Konůpka, DJ Vadim, Yarah Bravo a Jan Pospíšil)

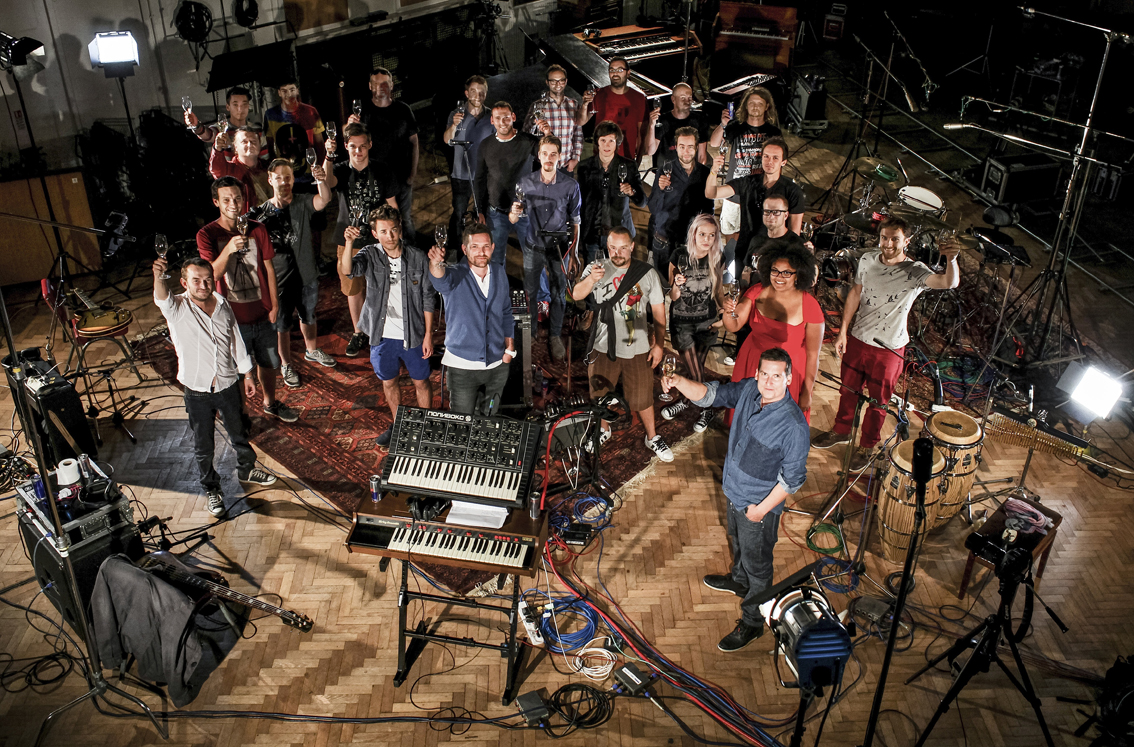
Android Asteroid při natáčení v nahrávacím studiu Abbey Road Studios v Londýně v létě roku 2013

Android Asteroid je česká hudební skupina, jejímiž stálými členy jsou Tomáš Konůpka a Jan Pospíšil. Jejich hudba je syntézou rapu, downtempa, jazzu a funku.

## Historie
Pražskou skupinu Android Asteroid založili v roce 2012 hudebníci Tomáš Konůpka a Jan Pospíšil, kteří spolu do té doby působili ve formaci Navigators. Po vydání eponymní desky Android Asteroid dostali nabídku natáčet v Red Bull Studio London s hiphopovým producentem DJ Vadimem a zpěvačkou Yarah Bravo. Současně se na portálu Hithit.cz rozjela kampaň na veřejnou sbírku, jejíž výnos by Android Asteroid umožnil jako první české skupině v historii natáčet ve slavném nahrávacím studiu Abbey Road Studios London, kde vznikala alba The Beatles, Deep Purple, Pink Floyd, Radiohead nebo U2. Cílovou částku se od fanoušků Android Asteroid podařilo vybrat a skupina tak v červenci 2013 natočila v Londýně skladby, které se staly základem jejich druhé desky s názvem Live at Smecky Studios, Abbey Road Studios London, Red Bull Studios London. Nahrávání se zúčastnila řada předních českých hudebníků včetně bývalého baskytaristy skupiny Lucie Marka “Marty” Minárika. Album vyšlo v únoru 2014. Český dokumentarista Prokop Motl z cesty do Anglie natočil hodinový dokument Android Asteroid - Mission to Abbey Road, který měl na konci roku 2013 premiéru v kině Bio Oko.
Zatím poslední album Íkaros vydané roku 2014 u Indies Scope získalo pozitivní ohlas mezi českými hudebními publicisty. Deska byla nominována na hudební Cenu Anděl 2014 v kategorii Hip-hop a byla lisována i na vinylu.

## Složení
- Jan Pospíšil - rap
- Tomáš Konůpka - bicí
- Annamária d’Almeida - zpěv
- Lukáš Martinek - kytara
- Viliam Béreš - klávesy
- Jan Steinsdorfer - synths
- Marek Minárik - baskytara
- Miloš Dvořáček - perkuse

## Diskografie
- Android Asteroid (2013)
- Live at Smecky Studios, Abbey Road Studios London, Red Bull Studios London (2014)
- Íkaros (Indies Scope, 2014)
- Amoeba (Indies Scope, 2019)

Na album coverů Davida Kollera David Koller & Friends (2016) nahráli píseň Prázdný místa.